# Bauhymne
Als Bauhymne wird eine Gattung der sumerischen Literatur bezeichnet.
Wie nahezu alle schriftlichen Zeugnisse des alten Mesopotamiens gehören auch die sumerischen Bauhymnen vor allem zur religiösen Literatur. Sie legen die Beweggründe zur Schaffung eines Bauwerkes als Gabe an eine Gottheit oder deren Auftrag zur Schaffung eines Tempels dar. Weiter schildern sie häufig die Leistungen des Bauherrn für die Schaffung des Bauwerkes, die Gründe des Baus, die Herkunft der Baumaterialien und den Aufwand bei ihrem Transport. Bauhymnen sind wichtige historische Quellen zur Erschließung der mesopotamischen Geschichte, insbesondere für die Datierung und Chronologie.
Die wohl bekannteste Bauhymne, eine Tempelbauhymne, stammt von Gudea von Lagasch. Sie wurde als Inschrift auf zwei Tonzylindern in sumerischer Keilschrift niedergeschrieben. Gudea schildert in dieser in einem 1.363 Zeilen umfassenden Text den Bau des Eninnu-Tempels für den Staatsgott des Staates Lagasch, Ningirsu. Der Gott sei ihm im Traum erschienen und habe ihm befohlen, seinen Tempel wieder zu errichten. Hierzu habe er sogar schon den Plan vorgelegt (zu diesem Sujet gibt es auch eine berühmte Statue, die Gudea als Architekt mit dem Plan darstellt). Gudea ließ den Baugrund reinigen und mit Feuerstellen eingrenzen. Dann schildert er seine Anstrengungen, mit denen er Arbeitskräfte und Baumaterial beschafft hat:
„Aus Elam kamen die Elamiten, aus Susa die Susaer, Magan und Melucha sammelten Bauholz von ihren Bergen. [...] Gudea brachte sie in seiner Stadt Girsu zusammen. [...] Gudea, der große en-Priester von Ningirsu, baute einen Weg in die Zedernberge, die zuvor Niemand betreten hatte. Er fällte ihre Zedern mit großen Äxten [...]. Wie große Schlangen schwammen die Zedern das Wasser [des Flusses] vom Zedernberg hinunter, Pinienflöße vom Pinienberg [...] in den Steinbrüchen, die keiner zuvor betrat, machte Gudea der große en-Priester von Ningirsu, einen Pfad, und dann wurden die Steine in großen Blöcken geliefert. [...] Viele ander Edelmetalle wurden zum Gouverneur, dem Erbauer des Ninnu-Tempels, getragen. Vom Kupferberg Kimasch [...] Goldstaub wurde von seinem Berg gebracht. [...] Für Gudea schürften sie Silber aus seinen Bergen, lieferten rote Steine aus Melucha in großen Mengen.“